# Unterwellitzleithen

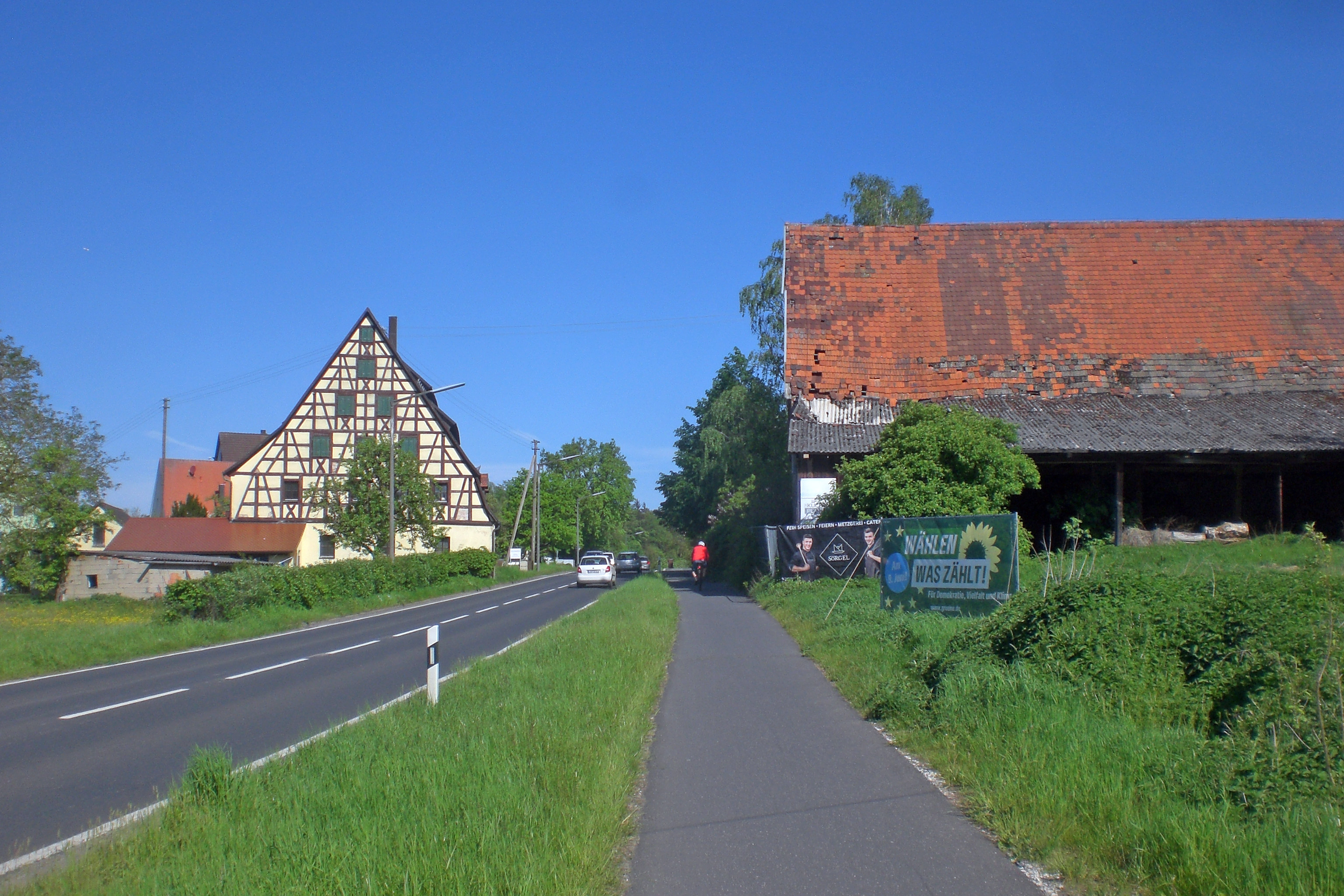
Ortstraße in Unterwellitzleithen (2024)

Unterwellitzleithen ist ein Gemeindeteil der Stadt Altdorf bei Nürnberg im Landkreis Nürnberger Land (Mittelfranken, Bayern). Unterwellitzleithen liegt in der Gemarkung Röthenbach bei Altdorf.

## Geografische Lage
Das Dorf Unterwellitzleithen liegt nur wenig südlich der Bundesautobahn 6 an der Staatsstraße 2240, die zur Anschlussstelle Altdorf/Leinburg (0,7 km nordwestlich) bzw. nach Ziegelhütte verläuft (0,5 km südöstlich). Im Osten liegt ein Industrie- und Gewerbepark.

## Etymologie
Veränderung des Ortsnamens im Laufe der Geschichte: Wylatzleyten, Wilandesleiten, Wylandesleiten, Wielandsleiten, Wellizleiten, Willizleiten, Welletsleiten, Welizleuthen, Welitzleuten, Wellitzleuten, Willizleithen
Man verbindet die Ortsbezeichnung jeweils mit der Vorsilbe Unter- bzw. Untern-. Die Endung des Ortsnamens verweist auf die topographische Eigenheit einer Hanglage (Leithe = Hang). 

## Geschichte
Albrecht der Schöne aus dem Hause Hohenzollern und Burggraf zu Nürnberg hat das Pflegamt Altdorf unter anderem zusammen mit dem Weiler von seinem Neffen Johann von Nassau gekauft. Die Verkaufsurkunde hierüber vom 27. Juni 1360 ist der älteste erhaltene historische Beleg über den Ort. Von 1504 bis 1806 gehörte er zum Territorium der Reichsstadt Nürnberg. Im August 1632 näherten sich Kroaten, die während des Dreißigjährigen Krieges unter dem Feldherrn Tilly als Söldner auf der Seite der Katholischen Liga dienten, von Wellitzleuten aus Altdorf, nahmen die Stadt aber nicht ein.
Mit dem Gemeindeedikt (frühes 19. Jahrhundert) wurde Unterwellitzleithen dem Steuerdistrikt Weißenbrunn und der Ruralgemeinde Röthenbach zugewiesen. Im Zuge der Gebietsreform in Bayern wurde die Unterwellitzleithen am 1. Januar 1978 nach Altdorf eingegliedert.

### Baudenkmäler
- Haus Nr. 1: ehemaliges Gasthaus
- Haus Nr. 2: ehemaliges Wohnstallhaus
- Haus Nr. 3: Wohnstallhaus

### Einwohnerentwicklung
| Jahr          | 1987 | 2013 | 2016 | 2024 |
| Einwohnerzahl | 55   | 107  | 117  | 112  |